# 조진래
조진래(趙辰來, 1965년 11월 20일 ~ 2019년 5월 25일)는 대한민국의 변호사이자 제18대 국회의원을 지낸 정치인이다.
홍준표 경상남도지사 재임 시절 경상남도 정무부지사를 지냈으며, 2013년 8월 산하기관인 경남테크노파크 센터장을 선발하는 과정에서 조건에 맞지 않는 대상자를 채용하는 데 관여한 혐의로 2018년 7월 검찰에 송치됐다. 창원지검은 2019년 5월 10일 조진래 의원을 소환 조사했다. 2019년 5월 25일 함안군 법수면에 위치한 별장에서 숨져 있는 것을 보좌관들이 발견해 경찰에 신고했다. 검찰은 사건을 '공소권 없음'으로 종결했다. 자유한국당 인사들은 문재인 정부의 적폐 수사가 사람을 죽음으로 몰고 갔다며 비판했다. 2019년 5월 25일 항년 53세로 별세.

## 약력
- 경상남도 함안군 법수면 황사리 응암마을 출신

### 경력
- 1991년: 제33회 사법시험 합격(사법연수원 23기 수료)
- 1994년: 변호사조진래법률사무소 변호사
- 2006년: 선진국민경남연대 상임대표
- 한나라당 이명박대통령예비후보 정책특별보좌역
- 2007년 12월 ~ 2008년 2월 : 제17대 대통령직 인수위원회 법무, 행정분과 상임자문위원
- 법무법인 김해앤세계 변호사
- 제18대 국회의원 선거 예비후보(경남 의령,함안,합천군)
- 2008년 5월 ~ 2012년 5월: 제18대 국회의원(경남 의령,함안,합천군)
- 2008년 8월: 국회 운영위원회 위원
- 2008년 8월: 국회 농림수산식품위원회 위원
- 2012년: 경상남도지사 보궐선거 홍준표후보 선거사무소 상황실장[3]
- 2013년 1월 ~ 2014년 3월: 민선5기 경상남도 정무부지사
- 2014년 6월 ~ 2015년: 민선6기 경상남도 정무부지사
- 2015년 1월 ~ 2015년 4월: 경상남도 도지사 정무특별보좌관
- 2016년 4월 3일 ~ 2017년 12월 21일 : 제10대 경남개발공사 사장
- 2017년 12월 28일 ~ 2018년 8월: 여의도연구원 부원장
- 2018년 : 창원시장 출마, 낙선
- 2019년 : 남테크노파크 센터장 채용과정에서 압력을 행사한 혐의로 경남지방경찰청의 조사를 받던 중, 함안군 법수면 형의 별장에서 목매어 자살. 비서관이 발견[4]

## 학력
- 대구성남초등학교
- 영남중학교
- 영남고등학교
- 연세대학교 법학과

## 상훈
- 영부인 표창
- 미국 대통령 표창

## 역대 선거 결과
|  | 49.47% |

|  | 30.01% |

## 같이 보기
- 이명박
- 홍준표
- 장제원
- 김성태
- 민경욱